# Frans Slot
Johannes Franciscus (Frans) Slot (Epe, 22 september 1909 - aldaar, 19 oktober 1974) was een Nederlandse beeldend kunstenaar.

## Leven en werk
Slot werd als keramist opgeleid door de beeldend kunstenaar Chris Lanooy. Na zijn opleiding was hij werkzaam in het bedrijf van Lanooy. Na de Tweede Wereldoorlog vestigde hij zich als zelfstandig keramist in zijn geboorteplaats Epe. Hij was de leermeester van een nieuwe generatie Nederlandse keramisten, waaronder Fré Beerends, Johan Broekema, Theo Genemans, Laurens Goldewijk, Jan de Graaf, Nora Kretz, Hans van Riessen en Alex van de Wal.
Slot trouwde op 15 april 1948 te Epe met Lien Beijerman. Hij overleed in oktober 1974 op 65-jarige leeftijd in zijn woonplaats Epe.
In 2009 werd, ter gelegenheid van het feit dat Slot 100 jaar geleden werd geboren, een overzichtstentoonstelling van zijn werk in Epe gehouden.
Een door Lanooy vervaardigd portret van Slot in een gebrandschilderd glas-in-loodraam bevindt zich in de Lanooy lounge bij de raadszaal in het gemeentehuis van Epe.